# Watkin Williams-Wynn (3e baronnet)
Watkin Williams-Wynn, 3e baronnet (v. 1692 - 26 septembre 1749), est un propriétaire terrien gallois, un homme politique conservateur et un éminent sympathisant jacobite. Il contribue à la chute de Robert Walpole en 1742 et entame des négociations avec les Stuarts en exil avant le soulèvement jacobite de 1745, sans toutefois y participer lui-même. Il meurt dans un accident de chasse en 1749.

## Biographie
Il est le fils aîné de William Williams (2e baronnet) de Llanforda, près d'Oswestry dans le Shropshire et de Jane Thelwall. Son grand-père, également William Williams (1er baronnet) est solliciteur général sous Jacques II et dirige les poursuites à l'encontre des Sept évêques en 1688.

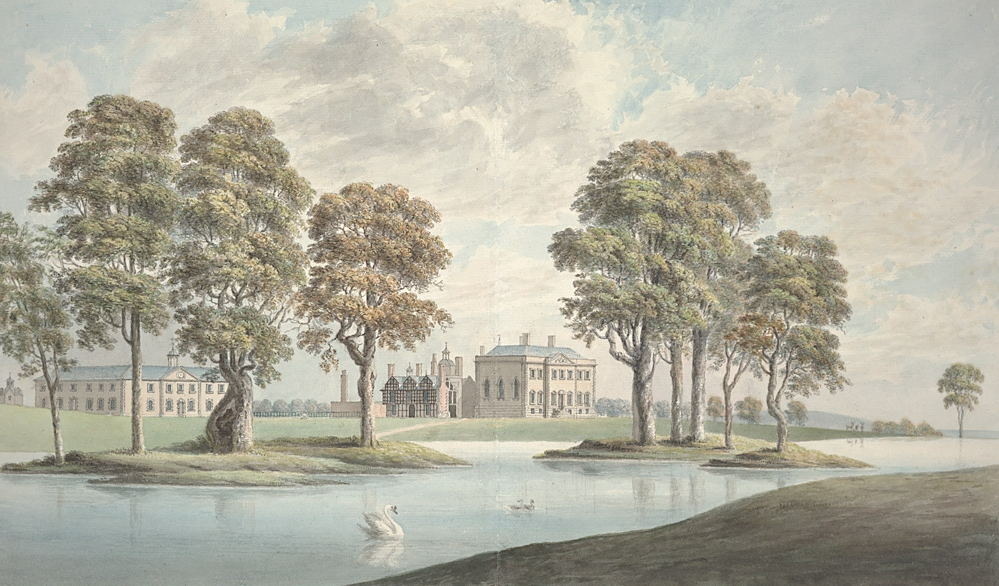
Wynnstay, c. 1793, détruit par un incendie en 1858.

Par l'intermédiaire de sa première épouse, Ann Vaughan (vers 1695-1748), Williams-Wynn acquiert de vastes domaines dans le Montgomeryshire et le Denbighshire et devient au fil du temps le principal propriétaire du nord du pays de Galles. En 1719, il hérite des domaines de Wynnstay à condition d'ajouter «Wynn» à son nom, suivi du titre de son père en 1740. À la mort de sa femme, en mars 1748, il épouse une autre héritière, Frances Godckerley, sa filleule (1721-1803). Son fils et héritier, Watkin Williams-Wynn (4e baronnet) (1749-1789) est né quelques mois avant son décès dans un accident de chasse en septembre 1749.

## Carrière politique
Après avoir obtenu son diplôme du Jesus College d'Oxford, il devient député du Denbighshire en 1716. Son premier discours enregistré au Parlement n'a pas lieu avant 1727, mais il est un membre actif de la faction tory jacobite. En tant que dirigeant de la société galloise jacobite Cycle of the White Rose, il « brûla l'image du roi » lors de l'élection générale de 1722 et s'oppose à une « adresse fidèle » à George Ier à la suite du complot d'Atterbury. Il est également maire d'Oswestry en 1728/1729 et de Chester en 1736-1737.
Son argent et ses relations donnent à Williams-Wynn un pouvoir politique local important. En 1722, neuf des onze sièges parlementaires au nord du pays de Galles ont élu des candidats conservateurs. Bien que disputée, les élections confirment la domination de Robert Walpole et du parti Whig. Leur exclusion du gouvernement est venue de l'expression continue de sympathies jacobites parmi les conservateurs les plus extrêmes. Williams-Wynn emploie des soldats gallois pour menacer les partisans des Whig lors de l'élection du maire de Chester en 1733, mais les manifestations « jacobites » sont rares et souvent enracinées dans l'opposition des Tory aux non-conformistes religieux gallois.

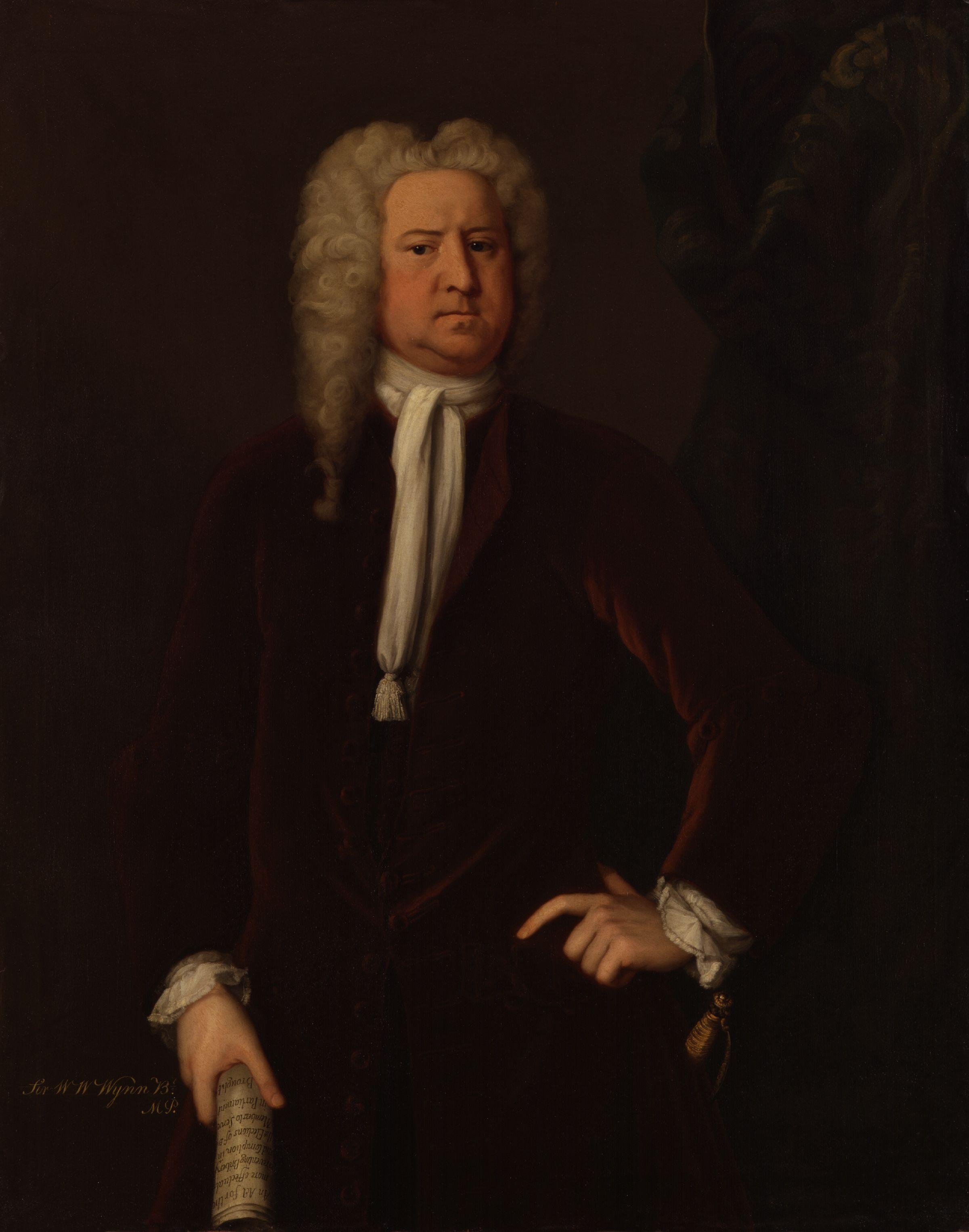
Sir Watkin William-Wynn v. 1740.

La complexité du soutien jacobite a été montrée en 1736 lorsque Williams-Wynn et d'autres « jacobites » conservateurs ont voté contre l'abrogation de Test Act et la suppression des restrictions légales applicables à ceux qui n'étaient pas membres de l'Église d'Angleterre, tels que les non-conformistes et les catholiques, comme la Maison Stuart. L’opposition aux minorités religieuses en général s’est nourrie des souvenirs des divisions qui ont conduit aux guerres des Trois Royaumes de 1639 à 1651. Il a été particulièrement fort au pays de Galles en raison de la renaissance méthodiste galloise au début du XVIIIe siècle.

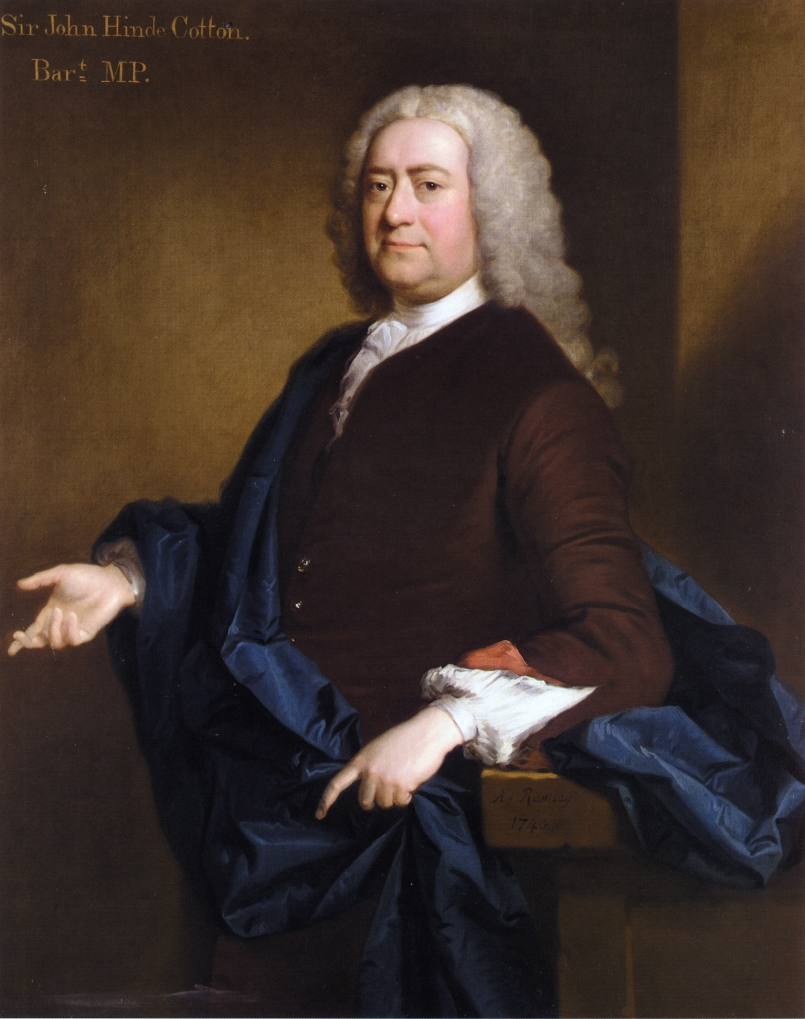
Sir John Hynde Cotton (1686-1752), collègue conservateur de Williams-Wynn lors de l'éviction de Walpole en 1742.

À la mort du chef conservateur, William Wyndham en 1740, Williams-Wynn dirige la campagne contre Walpole, en partenariat avec Sir John Hynde Cotton, qui serait l'un des « jacobites les plus zélés d'Angleterre ». Contrairement à Williams-Wynn, Cotton est un orateur doué qui aide à organiser la campagne parlementaire contre Walpole.
Lors de l'élection générale de 1741, Walpole cible le siège de Williams-Wynn dans le Denbighshire; bien qu'il ait remporté le vote populaire par 1352 voix contre 933, 594 d'entre elles sont rejetées, ce qui fait élire son rival. Il siège pour le Montgomeryshire et, après la démission de Walpole en 1742, retrouve son siège du Denbighshire en appel. Cependant, les principaux bénéficiaires de la chute de Walpole sont les soi-disant patriotes whigs et une faction conservatrice dirigée par Lord Gower, devenu Lord du sceau privé en 1742. Cela conduit des « jacobites » comme Williams-Wynn et Charles Somerset (4e duc de Beaufort) à rouvrir les négociations avec les agents des Stuart.
Au début de 1744, Cotton accepte un poste gouvernemental dans le Broad Bottom Ministry de Henry Pelham et Williams-Wynn vote pour la première fois avec le gouvernement. Bien que la Grande-Bretagne et la France sont alors engagées dans la guerre de Succession d'Autriche, il se rend secrètement à Versailles en octobre 1744, où Louis XV lui assure le soutien de la France pour un soulèvement jacobite.
À l'instar de nombreux autres jacobites, l'appui de Williams-Wynn est subordonné à un important débarquement de l'armée française en Angleterre. Lorsque Charles Édouard Stuart envahit l'Angleterre lors du soulèvement de 1745, Williams-Wynn reste à Londres pour assister au Parlement, n'envoyant qu'un message oral promettant une aide lors de l'arrivée d'une armée française. À la fin de la rébellion, le témoignage de l’ancien secrétaire du prince Charles, Murray de Broughton, aboutit à l’exécution de Simon Fraser (11e lord Lovat). Il a également impliqué un certain nombre de conservateurs, notamment Williams-Wynn et Cotton, mais le gouvernement décide de ne pas engager de nouvelles poursuites.
Les Tories sont maintenant divisés en une faction «jacobite» dirigée par Williams-Wynn et ceux qui suivent Lord Gower. Dans le but de susciter un soutien et de se différencier, Williams-Wynn et d'autres participent à des manifestations jacobites aux courses de 1747 à Lichfield. Malgré ces efforts, les élections générales britanniques de 1747 sont une défaite pour les conservateurs « jacobites ».
Malgré son absence de participation à la rébellion de 1745, Williams-Wynn écrit au prince Charles en décembre 1747, l'assurant que ses partisans ne souhaitent rien de plus qu'une autre occasion de le soutenir. La manifestation à Lichfield est l'une des dernières manifestations significatives du sentiment jacobite, bien que son fils, le 4e baronnet, rétablit le cycle de la rose blanche en 1770, il servit de club à une gamme d'opinions indépendantes.

## Héritage

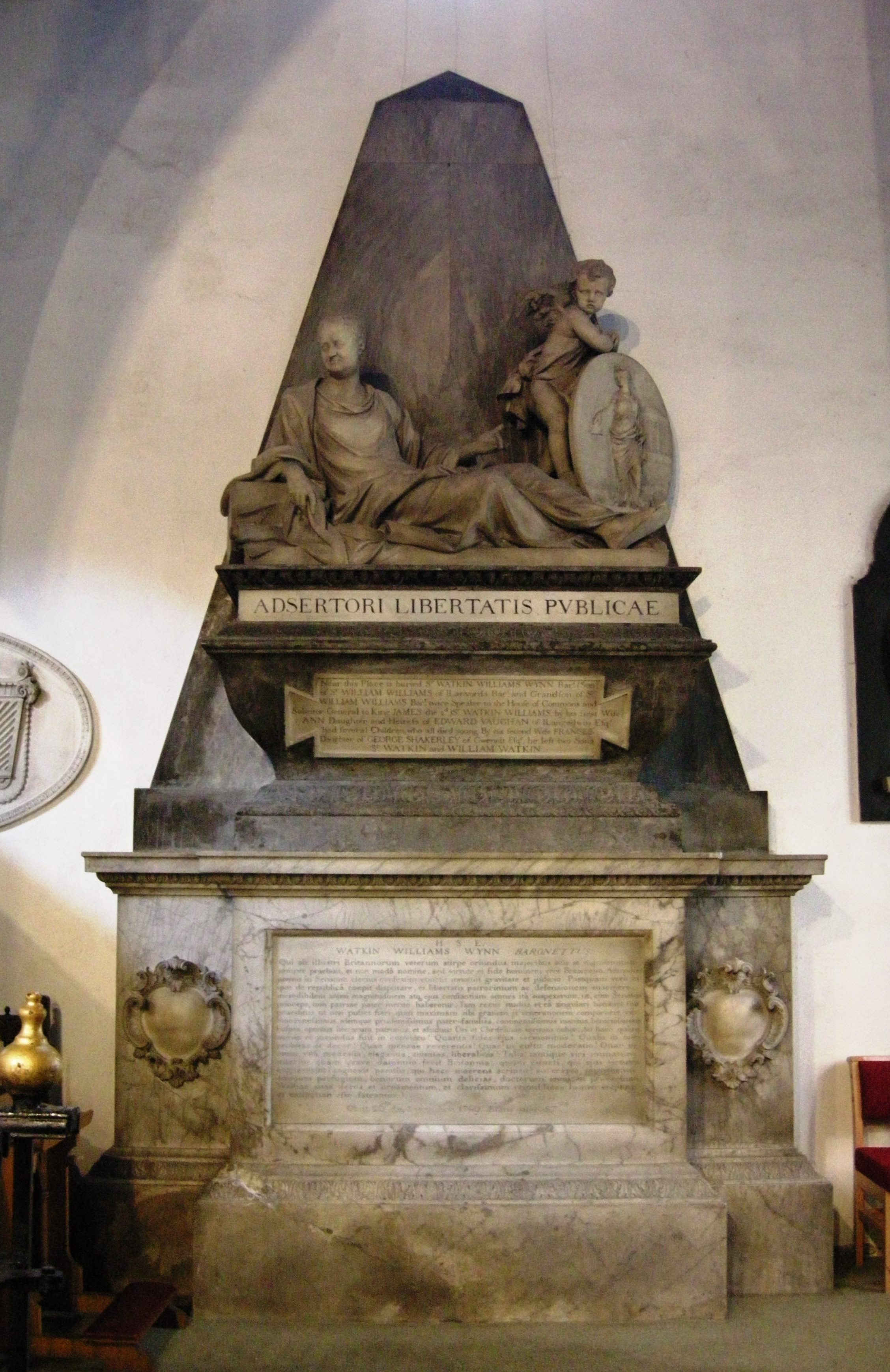
Monument à Sir Watkin Williams-Wynn à Ruabon, par Michael Rysbrack.

Il commande la construction d'un nouveau manoir à Wynnstay pour remplacer l'ancien par William Eyton en 1616, qui est ensuite détruit par un incendie en 1858. À sa mort, ses domaines s'étendent sur cinq comtés gallois et dans le comté anglais du Shropshire, générant un revenu de location estimé à 20 000 £. C’est une somme très importante à l’époque, mais le bruit courait également que ses activités politiques laissaient à son héritier des dettes de plus de 120 000 £.
Il est enterré à Ruabon dans l'église paroissiale de Sainte-Marie. Sa veuve, Dame Frances, commande un monument au sculpteur John Michael Rysbrack achevé en 1755 ; il était trop grand pour le chœur existant et une nouvelle chapelle est construite pour le loger dans le sud-est.
Sir Watkin Williams-Wynn laisse un certain nombre d’articles au Jesus College, dont un énorme bol à punch en vermeil pesant plus de 200 onces (5,669904625 kg) qui est utilisé lors d'un dîner en 1814, célébrant la défaite de Napoléon.
Le portrait de Williams-Wynn par Thomas Hudson est acquis par Jesus College en 1997; il n'est pas exposé au public puisqu'il est suspendu dans la salle commune principale du collège. Il le montre portant un gilet bleu ciel, symbole utilisé par les sympathisants tory jacobites.

## Sources
- Forbes, « The History of Parliament: the House of Commons 1715-1754 » Forbes, « The History of Parliament: the House of Commons 1715-1754 » ;
- G.E. (Editor) Cokayne, The Complete Baronetage, Volume IV, William Pollard & Co, 1904 ;
- Eveline Cruickshanks, Political Untouchables : The Tories and the '45, Holmes & Meier Pub, 1979, 166 p. (ISBN 978-0-8419-0511-5) ;
- Glanville, « A Treasured Inheritance », Oxford Today, Oxford University Public Affairs Directorate, vol. 16, no 3,‎ 2004 ;
- Evelyn Lord, The Stuart Secret Army : The Hidden History of the English Jacobites, Pearson, 2004, 286 p. (ISBN 978-0-582-77256-4, lire en ligne)
- (en) Paul Kleber Monod, Jacobitism and the English People, 1688-1788, Cambridge, Cambridge University Press, 1993, 408 p. (ISBN 0-521-44793-3, lire en ligne)
- Jacqueline Riding, Jacobites : A New History of the '45 Rebellion, Bloomsbury, 2016, 608 p. (ISBN 978-1-4088-1912-8)  ;
- Peter D. G. Thomas, Wynn, Sir Watkin Williams, third baronet (1693?–1749), ONDB, 2004